# H&K HK43
H&K HK43は、西ドイツのヘッケラー&コッホ社（H&K）が開発した民生用半自動小銃である。同社が開発したHK33突撃銃の派生モデルの1つであり、主にアメリカ合衆国で流通した。

## 概要
1960年代、H&K社はG3突撃銃のスケールダウンモデルとして新型突撃銃HK33を開発した。1974年、HK33の民生用半自動モデルがHK43として発表された。その後まもなくして細部を改良したHK93が発表されている。HK93はロアレシーバーにプッシュピンが追加され、アメリカ合衆国における銃身長に関する法規制に適応させるため消炎器が取り外せなくなっていた。HK43の生産は1974年のうちに終了した。
HK33とHK43/93の差異は、G3とHK41/91（G3の民生用モデル）の差異とほぼ同じである。すなわち、セレクタはS（安全）とF（射撃）の2点式で、ハンドガードは細身で軽量のものとなり、銃身のグレネードランチャーの固定具も除去され、グリップ部の固定方式はプッシュピン式からクリップ式に改められている。また、引き金と弾倉の間に配置されていた弾倉着脱レバーが除去され、代わりに機関部の右側面に着脱ボタンが設けられている。弾倉は5発または25発のものが付属したが、30発や40発のものも別売されていた。銃身長や銃床が異なるいくつかのバリエーションがあった。
1977年、ドイツ赤軍の構成員が連邦検事総長ジークフリート・ブーバックを襲撃し、ブーバックのほか警官2人を殺害した。この事件で凶器として押収されたのは、HK43の短銃身モデルであった。
アメリカ合衆国では人気のある民生用自動小銃の1つだったが、フルオート射撃機能を追加することが容易であり、またそうした改造を施すユーザーが非常に多かったことから、1989年のジョージ・H・W・ブッシュ政権による銃規制強化において輸入が禁止され、生産も終了した。このため、現在オリジナルのHK43/93は極めて高価で取引されている。また、類似の火器を国内で製造することまでは禁止されていなかったため、多くのメーカーでHK93のクローン銃が製造された。

## 登場作品
『遊星からの物体X』
冒頭にて、ノルウェーの南極観測隊員が「物体」に対して、スコープを装着した狙撃銃仕様のHK93を使用する。